# Talisenbeek
Talisenbeek  (Zweeds – Fins: Talisenoja) is een beek, die stroomt in de Zweedse  gemeente Pajala. De bronbeken ontvangen water van de Talisenberg (noordelijke) en het Talisenmeer (zuidelijke tak). Ze stroomt daarbij niet door de Talisenvallei. Ze stroomt naar het zuidzuidoosten en geeft haar water na acht kilometer aan  meren, die overgaan in de Parkarivier.
Afwatering: Talisenbeek → Parkarivier → Muonio → Torne → Botnische Golf